# Coll de Santpau
El Coll de Sant Pau és una serra situada al municipi de Móra d'Ebre a la comarca de la Ribera d'Ebre, amb una elevació màxima de 156 metres.